# Heimatkundliche Sammlung Wiggensbach

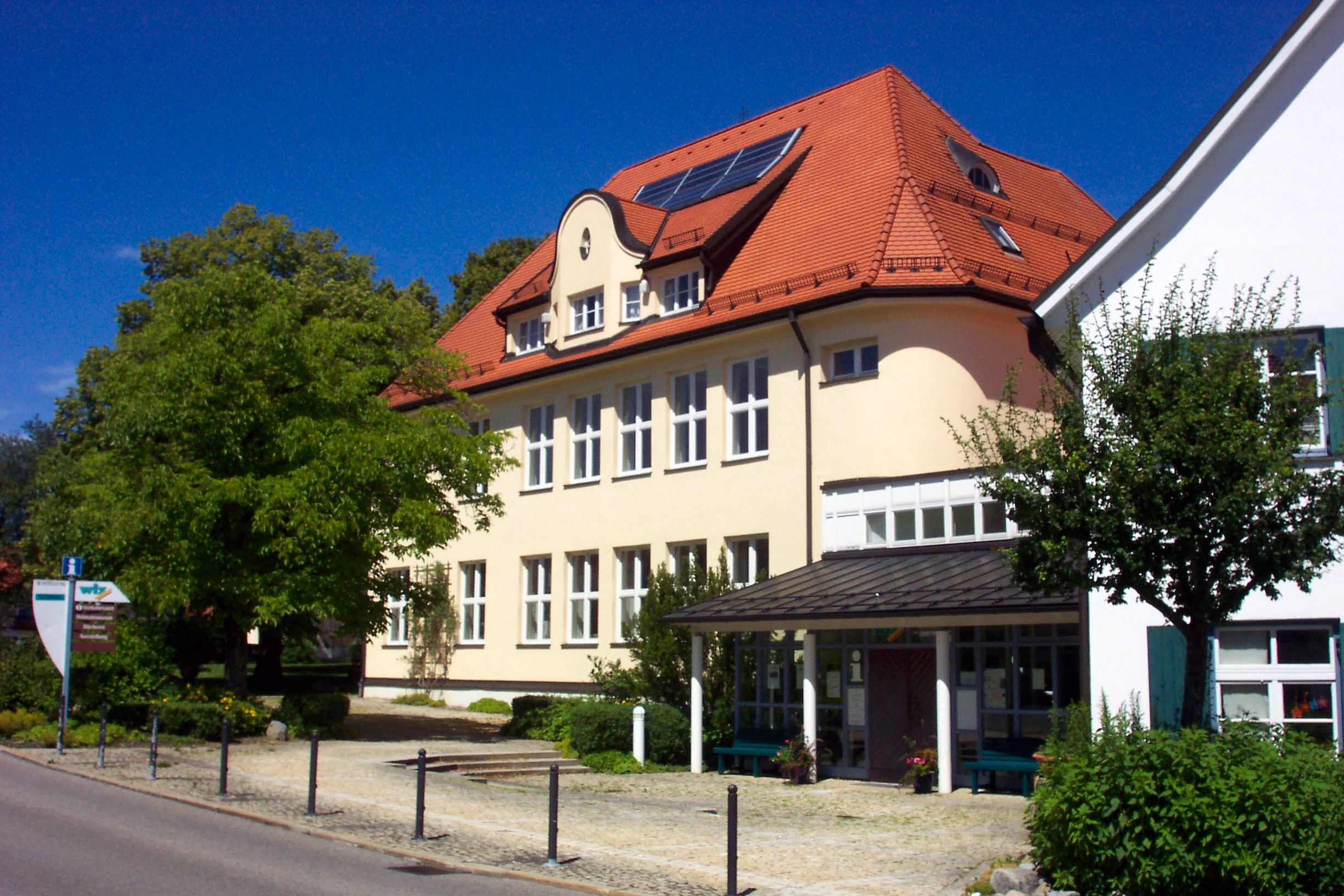
Das Wiggensbacher Informationszentrum, die heimatkundliche Sammlung befindet sich im zweiten Stock

Die Heimatkundliche Sammlung Wiggensbach befindet sich zusammen mit dem Museum und der Bücherei in einem Gebäude im Zentrum des Marktes Wiggensbach. Die Sammlung zeigt Objekte und Infotafeln aus Leihgaben und Beständen der Kirchenstiftung St. Pankratius sowie des Marktes Wiggensbach. Gegründet wurde die Sammlung 1931. Seit dem 14. April 1994 ist sie im Wiggensbacher Informationszentrum (WIZ) zu sehen.
Ausgestellt sind Objekte und Informationen zu den Themen:
- Geologie und Topographie
- Siedlungsgeschichte
- Politische Geschichte
- Entwicklung der Landwirtschaft
- Bauernhöfe und bäuerliche Wohnkultur
- Altes Gewerbe
- Gasthäuser und Vereine
- Berühmte Einwohner
- Dorfschule
- Erbauung der Pfarrkirche
- Kunstwerke aus Spätgotik und Barock
- Religiöse Volkskunst